# Épigénétique chez les plantes
L'étude de l’épigénétique chez les plantes a été d’une importance primordiale pour la compréhension des processus génétiques non mendéliens. Entre autres, les travaux effectués sur la plante modèle Arabidopsis thaliana ont permis d’identifier plus de 130 régulateurs épigénétiques intervenant dans le silençage génique de la plupart des eucaryotes, y compris les humains. La diversité des voies épigénétiques chez les plantes est remarquable : tous les principaux mécanismes épigénétiques connus chez les eucaryotes sont utilisés par les plantes.
Contrairement aux animaux, les plantes sont incapables d'échapper à leur environnement et sont obligées de faire face aux conditions environnementales défavorables ou en constants changements. Les mécanismes de régulation épigénétiques peuvent faciliter les changements de l'activité des gènes, permettant ainsi aux plantes de survivre et de se reproduire avec succès dans des environnements imprévisibles. Par ailleurs, les découvertes sur les processus épigénétiques chez les plantes ont permis d’augmenter de beaucoup le rendement agricole des grandes cultures mondiales comme le riz et le maïs.

## Principaux mécanismes
Les modifications épigénétiques régulent l'expression des gènes. Le niveau de transcription de l'ADN dépend généralement de la façon dont l'ADN est accessible à des facteurs de transcription. La modification de cette accessibilité se fait via des changements épigénétiques qui modifient soit la chromatine, soit les histones ou directement l’ADN. 

### Modification de la chromatine
L'ADN s'enroule autour d’histones et d’autres protéines pour former la chromatine. Celle-ci peut être soit décondensée (euchromatine), permettant l'accès à la machinerie transcriptionnelle et à l'expression génique, soit condensée (hétérochromatine), empêchant ainsi l'expression d'un gène.
L'état de la chromatine dépend de plusieurs facteurs qui dictent si l'ADN doit être ou non ré-enroulé après une lecture. Parmi ces facteurs se trouvent des protéines de remodelage de chromatine et des protéines chaperons. Chez Arabidopsis thaliana, la protéine « like heterochromatine 1 » (LHP1) est impliquée dans le contrôle de l’état de la chromatine. Des mutations de LHP1 s’accompagnent d’anomalies au niveau de l’architecture de la plante et de sa morphologie foliaire ainsi que d’une transition florale précoce.

### Modification des histones
Les enzymes histone désacétylase et histone acétyltransférase produisent une marque épigénétique sur les résidus lysines de la queue des histones et est généralement associée à la chromatine inactive et active respectivement. Au contraire, les enzymes histones métyltransférases et démétylases entraînent une condensation et une décondensation de la chromatine respectivement par le maintien ou non du lien histones-ADN. Le niveau d’action de l’une ou l’autre de ces enzymes dépendra beaucoup des conditions biotiques et abiotiques environnementales. Par exemple, l’infection de Arabidopsis thaliana par le pathogène Alternaria brassicicola, entraine une surexpression des histones désacétylases. Chez les plantes, les protéines du groupe polycombe et du groupe trithorax sont les principales responsables de l’activité histone méthyltransférase. 
D’autres enzymes peuvent engendrer des modifications sur les histones, comme les enzymes phosphorylantes qui régulent positivement la transcription des gènes.

### Modification de l’ADN
Les enzymes ADN méthyltransférases catalysent une nouvelle méthylation des cytosines des paires de bases CG non méthylées ou maintiennent le modèle de méthylation des cytosines préexistantes. Une faible méthylation de l’ADN se traduit par une forte expression du gène alors qu'un haut niveau de méthylation inactive le gène. Dans le contexte d’Arabidopsis thaliana, des données d’interaction in vitro suggèrent que LHP1, homologue du répresseur HP1 des mammifères, est associé à la méthyltransférase de l’ADN. Les longs ARN non codants sont aussi des acteurs majeurs de la régulation des processus épigénétiques. Ils peuvent s’associer soit à l’ADN, soit à une queue d’histone pour réguler l’expression des gènes.

## Cas spécifiques aux plantes

### Polyploïdie
La polyploïdie qui résulte d’une augmentation du nombre de jeux de chromosomes, est un processus commun chez les plantes et rare chez les mammifères. Ce processus donne aux plantes un avantage évolutif puisque les familles de gènes sont amplifiées et que leurs spécialisations fonctionnelles peuvent être améliorées. Ceci inclut les gènes impliqués dans la régulation épigénétique. Il est aussi possible que les résultats d’un tel changement permettent aux plantes d’augmenter leur résistance aux effets des mutations délétères.

### Division mitotique des gamétophytes haploïdes
Chez les mammifères, la fertilisation est faite par la fusion de 2 cellules haploïdes provenant directement de la méiose. Au contraire, chez les plantes, les gamétophytes haploïdes ont un stade de croissance après la méiose. Les gamétophytes mâles et femelles sont le pollen et le sac embryonnaire respectivement, chacun composé de plusieurs cellules qui sont produites par divisions mitotiques des produits méiotiques haploïdes. Les gamétophytes haploïdes, qui sont métaboliquement actifs et subissent des mutations sur l'information génétique ou épigénétique, ne peuvent pas bénéficier du mécanisme de réparation par lequel le chromosome homologue sert de modèle. Par conséquent, la plupart des mutations dans les gènes essentiels des cellules haploïdes sont contre-sélectionnées. 

### Empreinte parentale
De plus, contrairement aux mammifères, les plantes ne subissent aucun effacement des marques épigénétiques durant la gamétogenèse. Au lieu de cela, les marques épigénétiques répressives dans les cellules végétales mâles et femelles semblent être renforcées par un ARN inactivateur trans. Cela pourrait expliquer comment les changements épigénétiques sont souvent transmissibles par la méiose chez les plantes.
Une autre caractéristique particulière des plantes par rapport aux animaux est l'absence d'une lignée germinale définie au début de l'embryogenèse. Au lieu de cela, les cellules germinales sont produites tard dans le développement, lorsque les cellules souches du méristème décident de produire des organes floraux au lieu d’organes végétatifs.
Ainsi, les modifications épigénétiques acquises par les cellules du méristème en réponse aux interactions de la plante avec son environnement ont le potentiel d'être transmises aux cellules germinales. Par ailleurs, les clones issus des mécanismes de multiplication végétative chez les plantes peuvent engendrer des perturbations sur les états épigénétiques mitotiquement transmissibles. 

### Variation somaclonale
Un autre aspect qui différencie l’épigénétique chez les plantes est la variation somaclonale qui se base sur des processus épigénétiques. Dans la culture de tissu végétal, des cellules somatiques de plante différenciées peuvent être reprogrammées pour former des embryons somatiques qui se développeront en plante adulte. Cependant, parmi ces clones qui devraient être génétiquement identiques, une quantité surprenante de variabilité phénotypique est observée.
Pour finir, une caractéristique unique des plantes est la double fécondation, dans laquelle le pollen fertilise non seulement le sac embryonnaire, qui formera l'embryon, mais aussi la cellule centrale, qui se développera en l'endosperme. Les mécanismes qui mènent à l’empreinte génique de l’endosperme impliquent des processus épigénétiques comme la déméthylation de l'ADN et la méthylation des histones. Les plantes à fleurs auraient coévolué vers une double fécondation et une empreinte génique de l’endosperme pour empêcher son développement parthénogénétique.

## Applications chez les plantes

### Germination de la graine

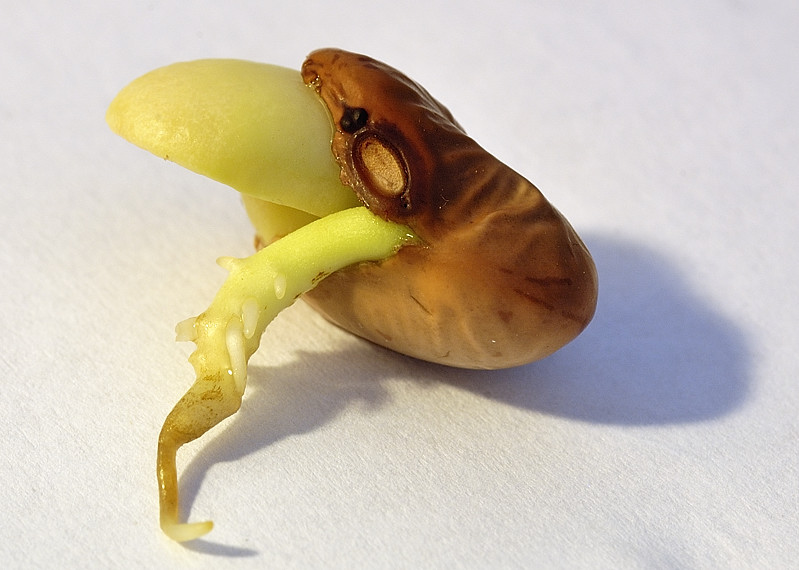
Germination d'une graine de haricot.

La germination est la reprise du développement et du métabolisme d'un embryon de spermatophyte. La dormance qui précède la germination correspond à la période où la croissance et le développement sont temporairement arrêtés : elle sert à préserver la graine jusqu'à ce que les conditions environnementales soient favorables à la croissance de la plantule (Figure 3).
Le passage de la dormance à la germination semble dépendre de l'élimination des facteurs inhibiteurs de croissance. La régulation de la dormance se fait par une combinaison de plusieurs facteurs de régulations épigénétiques différents qui engendrent une régulation positive ou négative. Les modèles de germination peuvent différer entre les espèces. Les mécanismes de régulation de la dormance sont complexes et certains facteurs peuvent jouer un rôle de régulateurs positifs et négatifs, ou encore certains régulateurs positifs peuvent engendrer des effets secondaires de régulation négative. Par ailleurs, la régulation hormonale en fonction de l’environnement, telles que la régulation de l'hormone ABA ou de la biosynthèse des phytohormones GA, est un aspect majeur dans la régulation de la dormance des graines. Les études dans ce domaine ont le plus grand potentiel pour une application agricole. Par exemple, l'identification de la vitesse de limitation de la biosynthèse d'ABA par le gène NCED a aidé grandement notre compréhension de thermoinhibition de la germination des graines de laitue.

### Développement de la fleur

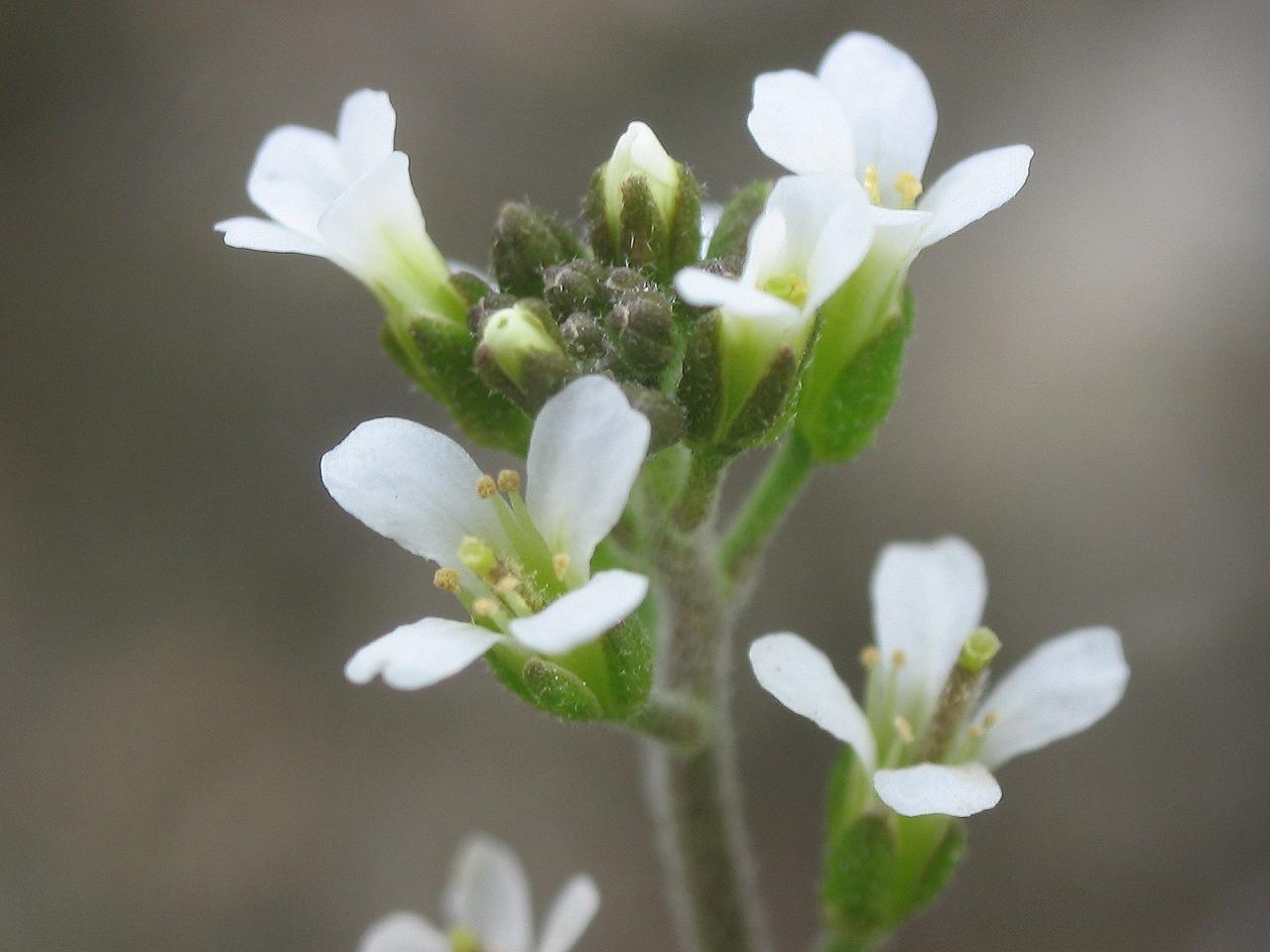
Fleurs dArabidopsis thaliana.

Photopériodisme : chez Arabidopsis thaliana, le signal de floraison est déclenché par la production de l'ARN messager (ARNm) codant un facteur de transcription appelé constans (CO). CO ARNm est produit environ 12 heures après l'aube, un cycle régulé par l'horloge biologique de la plante. Cet ARNm est ensuite traduit en protéines CO qui favorisent la transcription du gène de floraison T (FT), qui est ensuite transportée via le phloème dans le méristème apical de la plante. Au méristème apical, la protéine provenant du gêne FT interagit avec un facteur de transcription FD pour activer les gènes d'identité floraux, induisant ainsi la floraison.
La vernalisation est une période de froid subie par la plante qui est nécessaire pour la faire passer du stade végétatif au stade reproductif, donc pour fleurir. Ce processus dépend de la présence du long ARN non codant Coldair. L'exposition des plantes à une période importante de froid crée une accumulation d’ARN Coldair, qui cible ensuite le complexe « polycomb répressif 2 », lequel inactive le gène FLC par méthylation. L’inactivation du gène FLC mène à l'élaboration de la fleur.
Le gène FWA (Flowering Wageningen) a été identifié comme responsable de la floraison tardive chez les épi-mutants. La perte de méthylation de ce gène conduit à son expression et mène au phénotype mutant.

### Développement des tissus méristématiques
Les tissus méristématiques contiennent des cellules qui continuent de croître et de se différencier durant toute la vie de la plante. Ce type cellulaire contient des modifications épigénétiques comme l’acétylation et la méthylation d’histones particulières et la compréhension de la régulation de ces tissus est d’une importance primordiale pour les avancées en biotechnologie. Par exemple, une acétylation des histones H3 est nécessaire pour l'activité du méristème racinaire. Les connaissances liées au mécanisme de l’acétylation des histones pourraient aider à contrer les problèmes de stress hydrique.

### Hétérosis
L’hétérosis est l'augmentation des capacités et ou de la vigueur d'un hybride par rapport aux lignées pures. Les effets de l'hétérosis semblent suivre une prémisse épigénétique assez simple chez les plantes. Le manque de mécanisme de régulation fonctionnelle chez les hybrides, comme l’inactivation par méthylation, conduit à des gènes désinhibés. Si les gènes désinhibés sont impliqués dans la croissance, comme les gènes de la photosynthèse, la plante sera avantagée. Les résultats hétérosis peuvent produire aussi une augmentation du rendement des fruits, une maturation précoce ou encore une meilleure tolérance aux pathogènes ou à la chaleur.